# 일본국 헌법 제2장
일본국 헌법 제2장 전쟁의 포기(일본어: 日本国憲法第2章 戦争の放棄)은 일본국 헌법의 평화주의에 관한 부분이다. 제9조 하나만으로 구성되어 있다.

## 구성
- 제9조 전쟁의 포기, 전력 및 교전권 부인

## 같이 보기
- 일본국 헌법
- 일본국 정부
- 자위권
- 비핵 3원칙